# Kristina Rezcova
Kristina Leonidovna Rezcova (in russo Кристина Леонидовна Резцова?; trasl. angl. Kristina Reztsova; Mosca, 27 aprile 1996) è una biatleta russa.

## Biografia
È sorella di Dar'ja Virolajnen, a sua volta biatleta di alto livello, e figlia di Anfisa Rezcova, ex biatleta e fondista campionessa olimpica e mondiale.
In Coppa del Mondo ha esordito il 23 marzo 2018 a Tjumen' (62ª nella sprint) e ha ottenuto il suo primo podio il 14 dicembre 2019 a Hochfilzen (2ª nella staffetta). Il 19 dicembre 2021 ha conquistato ad Annecy Le Grand-Bornand il primo podio individuale in Coppa del Mondo (3ª nella partenza in linea) e l'8 gennaio successivo la prima vittoria, affermandosi nella staffetta singola mista di Oberhof. Ha debuttato ai Giochi olimpici invernali a Pechino 2022 vincendo la medaglia d'argento nella staffetta e la medaglia di bronzo nella staffetta mista e classificandosi 6ª nella sprint, 26ª nell'inseguimento, 9ª nell'individuale e 5ª nella partenza in linea; è inattiva in ambito internazionale da quella stessa stagione 2021-2022 poiché in seguito all'invasione russa dell'Ucraina del 2022 gli atleti russi sono stati esclusi dalle competizioni riconosciute dall'International Biathlon Union

## Palmarès

### Olimpiadi
- 2 medaglie:
  - 1 argento (staffetta a Pechino 2022)
  - 1 bronzo (staffetta mista a Pechino 2022)

### Mondiali juniores
- 1 medaglia:
  - 1 bronzo (staffetta a Brezno-Osrblie 2017)

### Europei
- 2 medaglie:
  - 2 argenti (staffetta mista, inseguimento a Minsk-Raubyči 2020)

### Mondiali giovanili
- 1 medaglia:
  - 1 argento (staffetta a Minsk-Raubyči 2015)

### Coppa del Mondo
- Miglior piazzamento in classifica generale: 20ª nel 2022
- 6 podi (1 individuale, 5 a squadre):
  - 1 vittoria (a squadre)
  - 3 secondi posti (a squadre)
  - 2 terzi posti (1 individuale, 1 a squadre)

#### Coppa del Mondo - vittorie
| Data           | Località | Nazione  | Specialità              |
| -------------- | -------- | -------- | ----------------------- |
| 8 gennaio 2022 | Oberhof  | Germania | SMX (con Anton Babikov) |

Legenda:

SMX = staffetta singola mista